# Oreopanax ischnolobus
Oreopanax ischnolobus es una especie de fanerógama en la familia de Araliaceae. 

## Distribución
Es endémica de Perú, del Departamento de Junín. Especie arbórea descrita de un espécimen colectada en 1913 de la cuenca del Comas, tributario del Tulumayo, parte del país escasamente herborizada, donde la deforestación es una amenaza por pérdida de hábitat.

## Taxonomía
Oreopanax ischnolobus fue descrita por Hermann Harms y publicado en Repertorium Specierum Novarum Regni Vegetabilis 15: 250. 1918.
Etimología
Oreopanax: nombre genérico que deriva de las palabras griegas: oreos = "montaña" y panax = "Panax".
ischnolobus: epíteto